# Барьязибаш
Барьязибаш (баш. Баръяҙыбаш) — деревня в Краснокамском районе Республики Башкортостан Российской Федерации. Входит в состав Куяновского сельсовета.

## География

### Географическое положение
Расстояние до:
- районного центра (Николо-Берёзовка): 68 км,
- ближайшей ж/д станции (Нефтекамск): 48 км.

## Население
| 2002 | 2009 | 2010 |
| ---- | ---- | ---- |
| 188  | ↗208 | ↘202 |

Национальный состав
Согласно переписи 2002 года, преобладающая национальность — башкиры (79 %).